# Maksym Bohdan
Maksym Bohdan (né le 27 février 1994) est un athlète ukrainien, spécialiste du lancer du javelot. 

## Biographie
Il remporte la médaille d'argent derrière l'Allemand Julian Weber lors des championnats d'Europe juniors de Rieti avec un lancer à 78,77 m, signant un nouveau record d'Ukraine junior.
En mars 2014, à Leiria au Portugal, il remporte dans la catégorie espoirs la coupe d'Europe hivernale des lancers et porte son record personnel à 83,41 m. 

### Palmarès
| Date | Compétition                       | Lieu      | Résultat | Performance |
| ---- | --------------------------------- | --------- | -------- | ----------- |
| 2013 | Championnats d'Europe juniors     | Rieti     | 2e       | 78,77 m     |
| 2014 | Championnats d'Europe par équipes | Brunswick | 3e       | 80,93 m     |
| 2015 | Championnats d'Europe espoirs     | Tallinn   | 2e       | 81,08 m     |

### Records
| Épreuve           | Performance | Lieu   | Date         |
| ----------------- | ----------- | ------ | ------------ |
| Lancer du javelot | 83,41 m     | Leiria | 16 mars 2014 |